# CNN International
CNN International (CNNI), simplesmente referido como CNN, é um canal a cabo de notícias em idioma inglês que é propriedade da Warner Bros. Discovery.

## História
Em grande parte foi resultado dos ideais internacionalistas de Ted Turner. Ele começou a transmitir em 1985, inicialmente o objetivo era transmitir aos viajantes de negócios americanos em hotéis. Os primeiros estúdios em Atlanta foram escondidos em vários cantos do Centro CNN, e até mesmo relógios digitais estavam faltando. A grande maioria da programação da rede inicialmente consistia em transmissões simultâneas dos dois canais nacionais da CNN (CNN/U.S. e Headline News). Em 1992, contudo, o número de programas de notícias produzidos pela CNNI especialmente para os telespectadores internacionais aumentou significativamente. Um novo complexo foi construído em 1994, como CNN decidiu competir com programas de notícias da BBC World Service Television. A CNNI surgiu como um canal de notícias internacionais, com membros de pessoas de diversas tradições nacionais, apesar de algumas acusações de ser pró-EUA persistirem. CNN International foi premiado com a "Medalha da Liberdade", em 4 de julho de 1997. Ted Turner, ao aceitar a medalha em nome da rede, disse: "A minha ideia era só vai dar às pessoas os fatos ( ...) não tem de demonstrar a liberdade e a democracia, bem como, e o socialismo ou o totalitarismo, como mostrado errado. Se apenas mostrou-lhes tanto como ser (...) claramente todo mundo vai escolher liberdade e democracia.

## Regional e versões online
Há seis variantes da CNN International:
- CNN International Asia Pacific, sediada em Hong Kong,
- CNN International Europe/Middle East/Africa, sediada em Londres, Inglaterra
- CNN International Latin America, sediada em Atlanta, Estados Unidos
- CNN International Middle East, sediada em Abu Dhabi, Emirados Árabes Unidos
- CNN International North America, sediada em Atlanta, Estados Unidos[3]
- CNN International South Asia, sediada em Nova Déli, Índia

Os horários das diferentes versões regionais não diferem significativamente entre si, mas ainda há pequenas variações, tais como atualizações meteorológicas. A CNN relatou que seu acordo de distribuição na China continental inclui uma disposição que o sinal deve passar através de um satélite chinês controlado. Assim, as autoridades chinesas serão capazes de desligar o sinal da CNNI à vontade. A CNN também disse que as suas emissões não estão amplamente disponíveis na China continental, mas apenas em certos locais diplomáticos, hotéis e blocos de apartamentos.